# プロトポルフィリン
プロトポルフィリン (protoporphyrin) は、ポルフィン環に、4つのメチル基、2つのビニル基、2つのプロピオン酸基が結合した構造をもつポルフィリンの総称である。特に断らない場合、ヘムやクロロフィルの前駆体となるプロトポルフィリンIX を指す。また、ポルフィリン類の分類に使われるローマ数字は、"Appendix 3 Fischer Trivial Names"（脚注参照）によって置換基の種類と位置によって決められる。

## 生体中での反応
生体において、プロトポルフィリンIXは、δ-アミノレブリン酸（ALA）から数種類の酵素反応を経て合成される。この合成経路は動物・植物・菌類を問わず多くの生物が共通に持つことが知られている。

### 生合成
ALA 2分子がアミノレブリン酸脱水酵素によって脱水縮合されると、ピロール環構造を持つポルフォビリノーゲン（PBG）となる。PBG 4分子がポルフォビリノーゲン脱アミノ酵素（別名：ヒドロキシメチルビラン合成酵素）によってアンモニアを脱離して結合すると、ピロールが4つ直線状に連結した構造をもつヒドロキシメチルビランが出来る。
ヒドロキシメチルビランがウロポルフィリノーゲンIIIシンターゼ（合成酵素）によって縮合し、環を巻くとウロポルフィリノーゲンIIIとなる。ウロポルフィリノーゲンIII合成酵素がはたらかない場合、自発的に縮環してウロポルフィリノーゲンI が生成する。ウロポルフィリノーゲンI はウロポルフィリノーゲン脱炭酸酵素の基質となりコプロポルフィリノーゲンIへと変換されるが、これはコプロポルフィリノーゲン酸化酵素の基質とならないため、プロトポルフィリンには至らない。。ここから、ウロポルフィリノーゲン脱炭酸酵素によって4つの酢酸基が脱炭酸されてメチル基となったものがコプロポルフィリノーゲンIIIである。さらに、コプロポルフィリノーゲン酸化酵素によって2箇所のプロピオン酸基が酸化され、ビニル基に変換されるとプロトポルフィリノーゲンIX となる。最終的にプロトポルフィリノーゲン酸化酵素によって酸化されると、プロトポルフィリンIX ができあがる。

### 後続反応
プロトポルフィリンIX にフェロキラターゼによって鉄が挿入された物質がヘムbである。また、プロトポルフィリンIX にマグネシウムキラターゼによってマグネシウムが配位され、さらに数段階を経るとクロロフィルが合成される。
プロトポルフィリンIX のαメソ位がヘムオキシゲナーゼ等によって酸化的に分解・開環されると、ビリベルジンをはじめとする各種開環テトラピロール類が生成する。

## プロトポルフィリン症
正常なヒトでは、プロトポルフィリンは生産されるとすぐにフェロキラターゼによってヘムに変換されるため、体内の存在量は少なく、また微量しか排泄されない。一方、遺伝的欠損、あるいは鉛中毒などの影響でフェロキラターゼが十分に機能しないと、体内にプロトポルフィリンが蓄積され、プロトポルフィリン症(Protoporphyria)と呼ばれる一連の症状を示す。プロトポルフィリンが光を吸収して活性酸素を生じるために引き起こされる光線過敏、水溶性の低いプロトポルフィリンが肝臓内に蓄積され固まることによる胆石が代表的な症状である。プロトプルフィリンは水溶性が低く、尿にはあまり含まれないため、血液または糞便の蛍光を検査することで診断する。